# Sant Salvador de Sallent
Sant Salvador de Sallent és una església de Coll de Nargó (Alt Urgell) inclosa a l'Inventari del Patrimoni Arquitectònic de Catalunya.

## Descripció
Edifici religiós d'una nau. L'absis és rectangular i entre aques cos i la nau hi ha un cos més elevat, que sobresurt també en planta, i que és cobert exteriorment a doble vessant, seguint el mateix eix de les teulades de la nau i de l'absis, cobert tot amb lloses de llicorella.
D'origen antic, possiblement romànic, avui és desfigurada per diversos cossos adossats.